# Darlene Lim
Darlene Sze Shien Lim é geobióloga e exobióloga da NASA que prepara astronautas para a exploração científica da Lua, do espaço profundo e de Marte. Sua experiência envolve missões analógicas humanas a Marte, nas quais paisagens extremas como vulcões e desertos árticos servem como substitutos físicos ou operacionais para vários corpos planetários. Ela tornou-se uma figura pública líder na exploração de Marte, tendo apresentado publicamente as suas missões em instituições académicas e eventos públicos em todo o mundo. Ela também discutiu seu trabalho para vários grupos de mídia, como NPR, The New York Times e The Washington Post.

## História
Lim é uma canadense de primeira geração; seus pais emigraram de Cingapura e ela nasceu em Kingston, Ontário. Ela cresceu "passando um tempo nas Montanhas Rochosas canadenses e assistindo Jacques Cousteau na TV". Ela estudou biologia na Queen's University como estudante de graduação e se formou em 1994. Ela deu crédito ao professor John P. Smol por despertar seu interesse pela limnologia, o estudo de lagos e lagoas.
Lim posteriormente completou mestrado e doutorado em geologia na Universidade de Toronto em 1999 e 2004, respectivamente. Ela já estava trabalhando em projetos patrocinados pela NASA, como o Projeto Haughton-Mars, que envolvia o estudo das crateras do Ártico como ambientes marcianos simulados. Ela se tornou pesquisadora de pós-doutorado com Christopher McKay na NASA Ames em 2004, e mais tarde tornou-se cientista da equipe da NASA e líder de projeto.

## Alcance público

### Na mídia popular
Lim completou dezenas de entrevistas de rádio com a CBC ao longo de seu doutorado. De 2008 a 2009, o trabalho de Lim fez parte da POLAR-PALOOZA: Stories from a Changing Planet, uma exposição itinerante patrocinada pela NSF e NASA. Ela foi a convidada principal do podcast NASA Ames em 2016. Um perfil de sua colônia de simulação de Marte no Havaí (BASALT) apareceu no Chicago Tribune. Lim apareceu no SAGANet/SpaceTV Pergunte a um Astrobiologist! programa de streaming em 2017. Ela apareceu duas vezes na hora de rádio Science Friday em 2018, contribuindo com um segmento de 25 minutos sobre a exploração vulcânica submarina, sintonizado por mais de um milhão de ouvintes. Lim participou do painel Frontiers for Life in Space no MIT Media Lab. Ela foi jurada na competição HP "Home Mars" VR em 2018. Em 2019, ela apresentará a palestra de abertura do recém-renomeado Solar System Exploration Research Virtual Institute (SSERVI).

### Serviço voluntário
Lim atua no Conselho Consultivo de Exploração Oceânica da NOAA. Ela serviu como Cientista Residente no programa "Marsville" do governo do Canadá de 2000 a 2002. De 2009 a 2015, ela atuou como copresidente do Grupo de Análise do Programa de Exploração de Marte, Objetivo IV (Preparar para a Exploração Humana). Lim fundou a série Haven House Family Shelter STEM Explorer's Speaker, que permitiu à NASA e pesquisadores acadêmicos conduzir programas de educação e extensão com crianças em abrigos na área da baía de São Francisco.

## Pesquisa e exploração
Lim escolheu um caminho decididamente não tradicional, escolhendo laboratórios governamentais e pesquisas espaciais públicas em vez de uma carreira acadêmica tradicional. Como exobiólogo, Lim explorou ambientes extremos em todo o mundo, desde o Havaí e a Flórida até o Ártico e a Antártida. Ao estudar habitats extremos na Terra, investigadores como Lim esperam obter informações sobre as condições que os exploradores humanos podem enfrentar em Marte ou noutros planetas. As exigências físicas, mentais e operacionais envolvidas na ciência e exploração de campo reais, sob condições extremas, são comparáveis às envolvidas em missões de exploração espacial, dando aos astronautas a oportunidade de treinarem como cientistas de campo e desenvolverem e testarem protocolos e tecnologia de equipa.
Em 2000, Lim foi a primeira membra da tripulação na primeira colônia simulada de Marte no Ártico, a Flashline Mars Arctic Research Station (FMARS). Ela participou da base simulada na cratera de impacto Haughton na Ilha Devon, Nunavut, em 2000 e 2001.
Em 2004, Lim estabeleceu o Projeto de Pesquisa Pavilion Lake na Colúmbia Britânica, Canadá, para estudar características químicas e biológicas de formações geológicas microbianas subaquáticas. Ela extrapola desde investigações limnológicas e paleolimnológicas de corpos de água no Alto Ártico canadense até as mudanças climáticas do Holoceno e para potenciais regiões de paleolagos na superfície de Marte. Em uma entrevista de 2017, a recém-formada astronauta Zena Cardman creditou especificamente a Lim, que lhe deu a oportunidade de trabalhar no Pavilion Lake, por despertar seu interesse em projetos de exobiologia da NASA.
Lim é a investigadora principal do SUBSEA, um estudo biogeoquímico análogo para a vida em outros planetas. Lim foi a investigadora principal da Expedição Lō'ihi Seamount 2018 no navio de exploração Nautilus, explorando um vulcão subaquático perto da Grande Ilha do Havaí. O trabalho é apoiado pelo Ocean Exploration Trust, como parte de uma iniciativa de Robert Ballard para explorar e mapear o oceano profundo. Este trabalho examina a ciência relacionada à futura exploração robótica de Europa e Encélado, duas luas do Sistema Solar com ambientes potencialmente habitáveis. SUBSEA também estuda a exploração oceânica como um análogo aos futuros conceitos de voos espaciais humanos, como a telerobótica de baixa latência.
Em 2018, Lim e a colega Jennifer Heldmann exploraram ambientes extremos na Islândia, em antecipação ao início de uma nova missão em 2019. Os preparativos estão sendo feitos para apoiar possíveis missões que possam enviar pessoas à Lua e a Marte em 2030.